# Helicopsyche tillyardi
Helicopsyche tillyardi là một loài Trichoptera trong họ Helicopsychidae. Chúng phân bố ở miền Australasia.